# Драган Бубало
Драган Бубало (Апатин, 11. октобар 1964 - Горња Радгона, 28. јун 1991) је био поручник Југословенске народне армије (ЈНА).

## Биографија
Драган Бубало рођен је 11. октобра 1964. у Апатину, у породици Николе и Смиљане Бубало. Уместо Електротехничког факултета, на који је примљен, Бубало се определио за школовање на Војној академији ЈНА – смер везе. Био је одличан ученик. Бубало је почетак сукоба у Словенији дочекао 1991. године у саставу Копнене снаге ЈНА и био је стациониран у вараждинској касарни „Калнички партизани“ (ВП 7464) у саставу 32. корпус – Вараждин тј. 32. моторизоване бригаде под командом пуковника Берислава Попова. Током 27. јуна 1991. године, Бубало се са 32. моторизованом бригадом упутио према Савезној Републици Словенији где је требало да заузме, односно да затвори граничне прелазе Горња Радгона и Гедеровци. Бубало је са својом бригадом стигао у Горњу Радгону 28. јуна. 1991. године, где је био под сталним нападима Територијалне одбране Словеније, барикадама, блокадама, живим штитовима, пуцњавом и борбама. Истог дана постигнут је прекид ватре између ЈНА и ТО Словеније. Бубало је рањен након што су на његову бригаду напали припадници ТО. Преминуо је на носилима, услед чињенице није указана благовремена помоћ за време прекида ватре, јер Територијална одбрана Словеније није дозволила да се превезе у болницу хеликоптером Мил Ми-8 Југословенског ратног ваздухопловства. Такође су припадници ТО пуцали су на хеликоптер ЈРЗ, иако је имао видљиву ознаку Црвеног крста. Бубало је један од 44 припадника ЈНА који су погинули током сукоба у Словенији. Његова мајка,Смиљана, придружила се 2006. године словеначком Хелсиншком комитету у покретању преткривичног поступка за ратни злочин словеначких територијалних бораца над војницима тадашње ЈНА, питајући зашто се Црвени крст Словеније никада није огласио о кршењу етике помоћи рањеницима.